# Adervielle-Pouchergues
Adervielle-Pouchergues ist eine französische Gemeinde mit 147 Einwohnern (Stand 1. Januar 2022) im Département Hautes-Pyrénées in der Region Okzitanien (zuvor Midi-Pyrénées). Sie gehört zum Arrondissement Bagnères-de-Bigorre und zum Kanton Neste, Aure et Louron.

## Geographie
Die Gemeinde liegt in der historischen Provinz Bigorre in der Landschaft Pays d’Aure, etwa 14 Kilometer nördlich der Grenze zu Spanien und 40 Kilometer südöstlich von Bagnères-de-Bigorre im Vallée du Louron.
Beide Teilorte liegen an der linken Flanke des Vallée du Louron des Flusses Neste du Louron. Der Großteil des Gemeindegebietes besteht aus unwegsamem Bergland und Wald bis in Höhen um 2000 Meter über dem Meer. Da dies kaum besiedelt ist, ergibt sich eine geringe Bevölkerungsdichte.

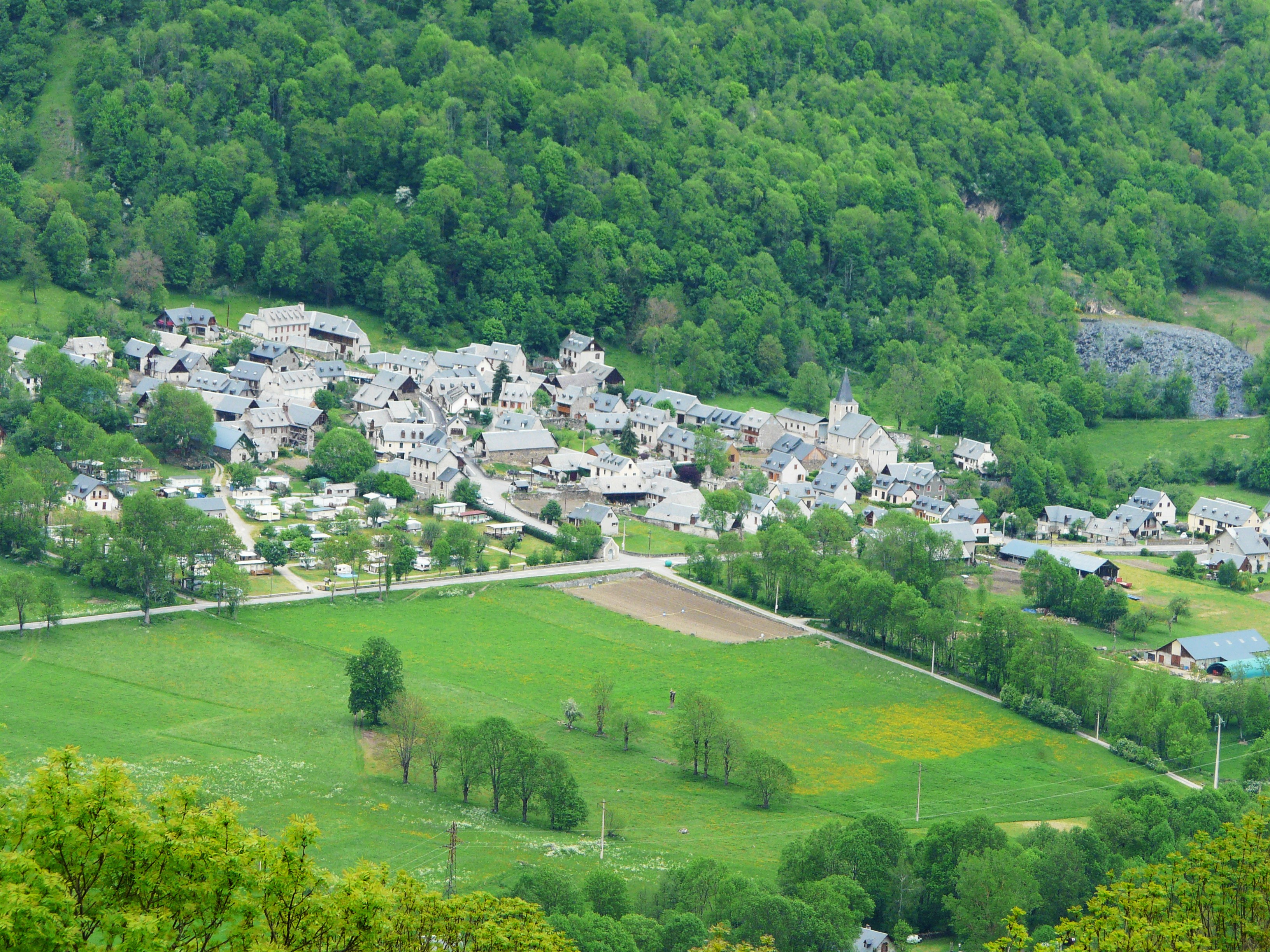
Blick auf Adervielle
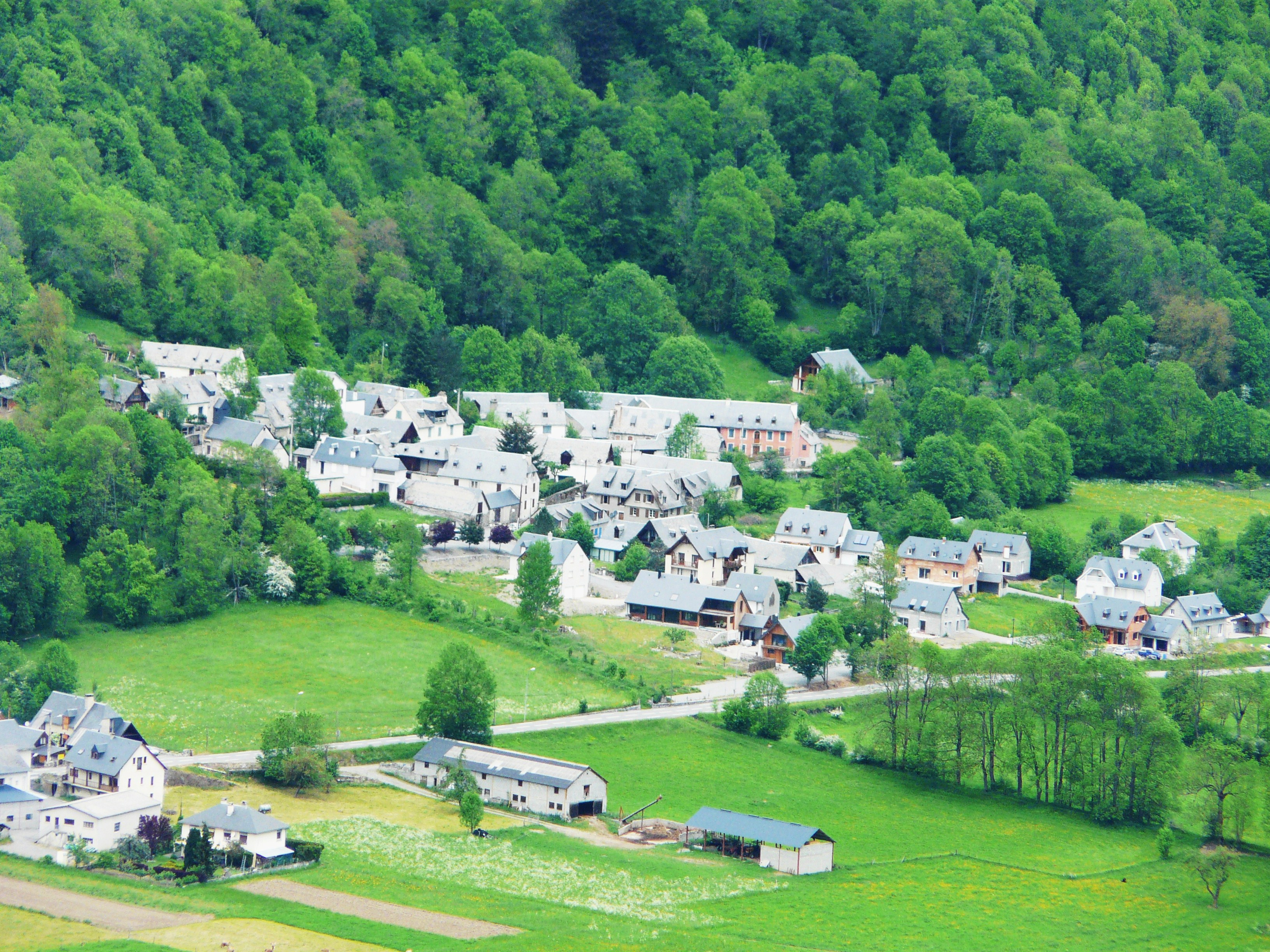
Blick auf Pouchergues

### Nachbargemeinden
| Grailhen | Vielle-Louron                               | Cazaux-Fréchet-Anéran-Camors |
|          | Kompassrose, die auf Nachbargemeinden zeigt | Estarvielle Armenteule       |
| Azet     |                                             | Génos                        |

## Bevölkerungsentwicklung
| Jahr      | 1962 | 1968 | 1975 | 1982 | 1990 | 1999 | 2006 | 2008 | 2020 |
| Einwohner | 83   | 68   | 93   | 71   | 87   | 80   | 96   | 100  | 147  |

## Sehenswürdigkeiten
Die Gemeinde verfügt über mehrere Kulturdenkmäler.
- Pfarrkirche Saint-Étienne in Adervielle aus dem 17. und 19. Jahrhundert
- romanische Pfarrkirche Saint-Laurent in Pouchergues aus dem 12. Jahrhundert mit Veränderungen aus dem 16. und 17. Jahrhundert
- Kapelle Saint-Éloi in Adervielle aus dem 14. Jahrhundert

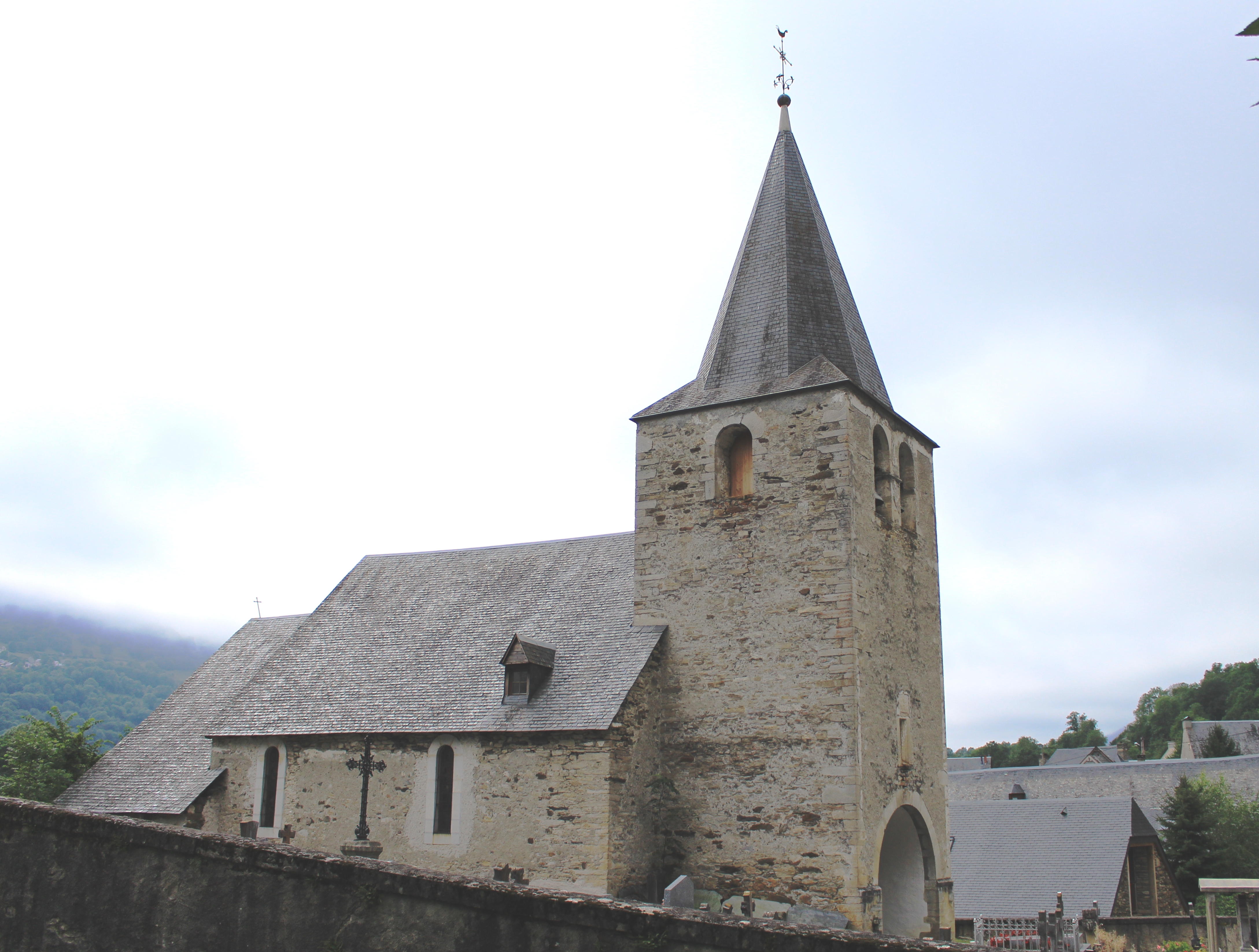
Kirche Saint-Étienne
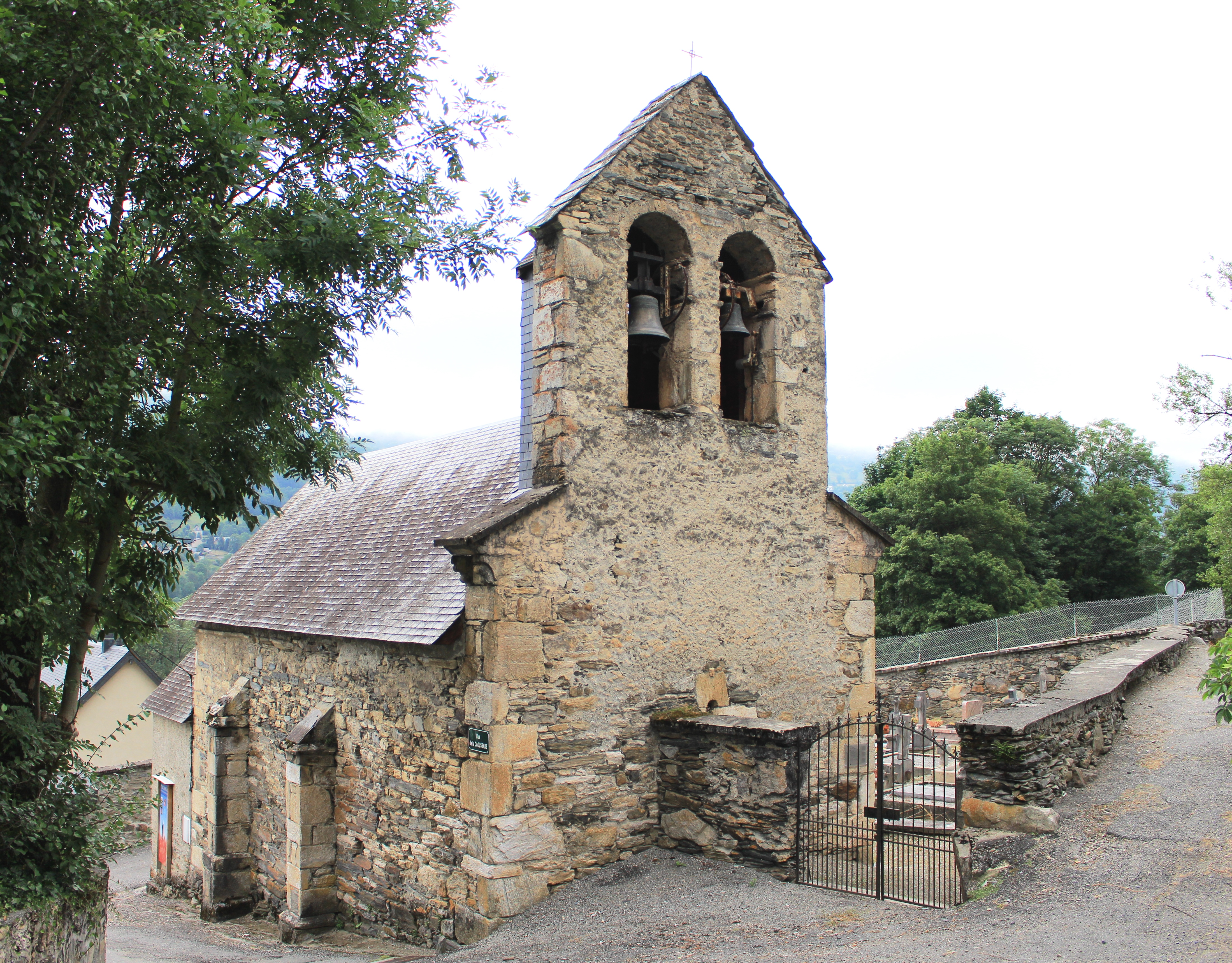
Kirche Saint-Laurent
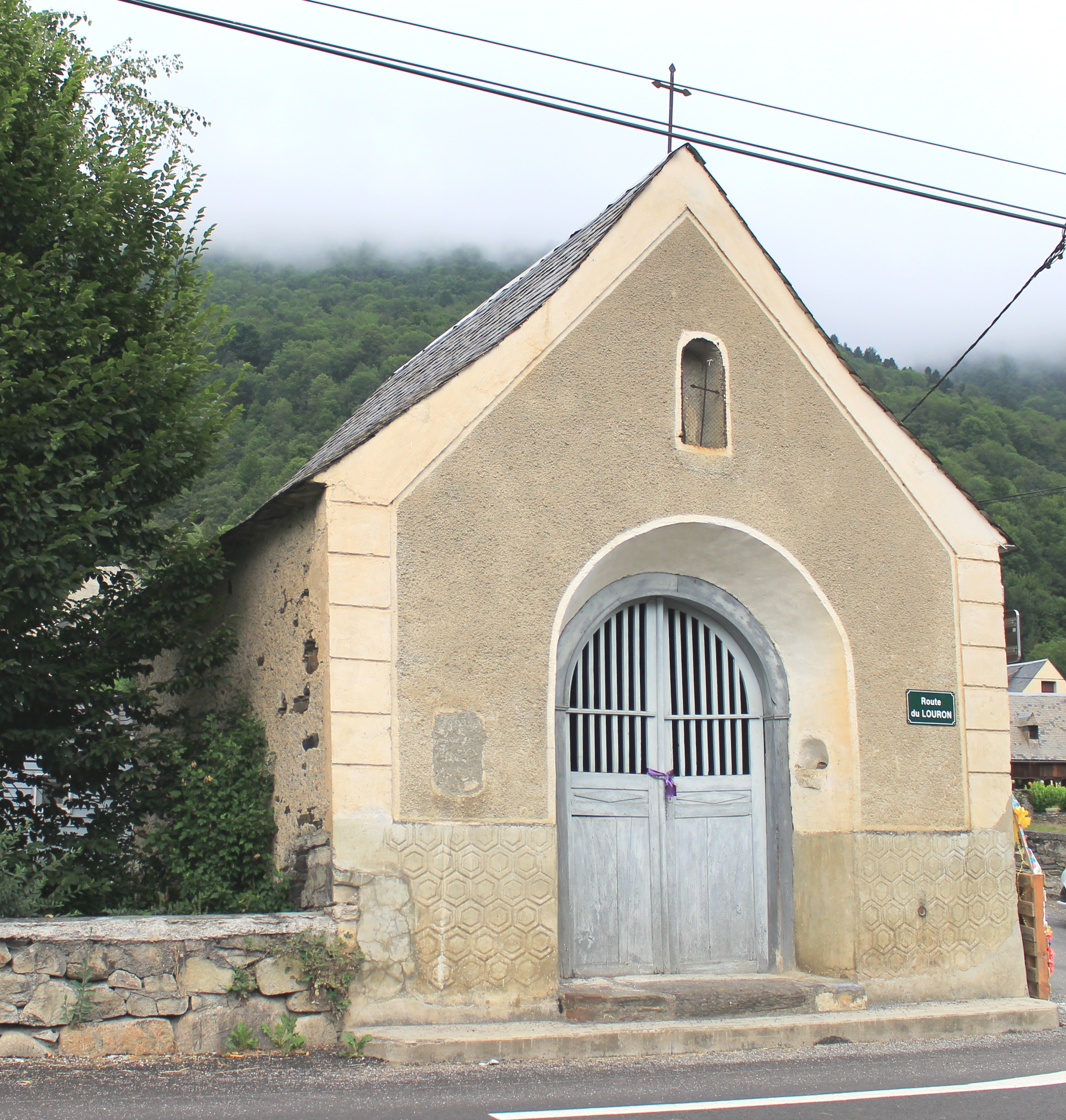
Kapelle Saint-Éloi
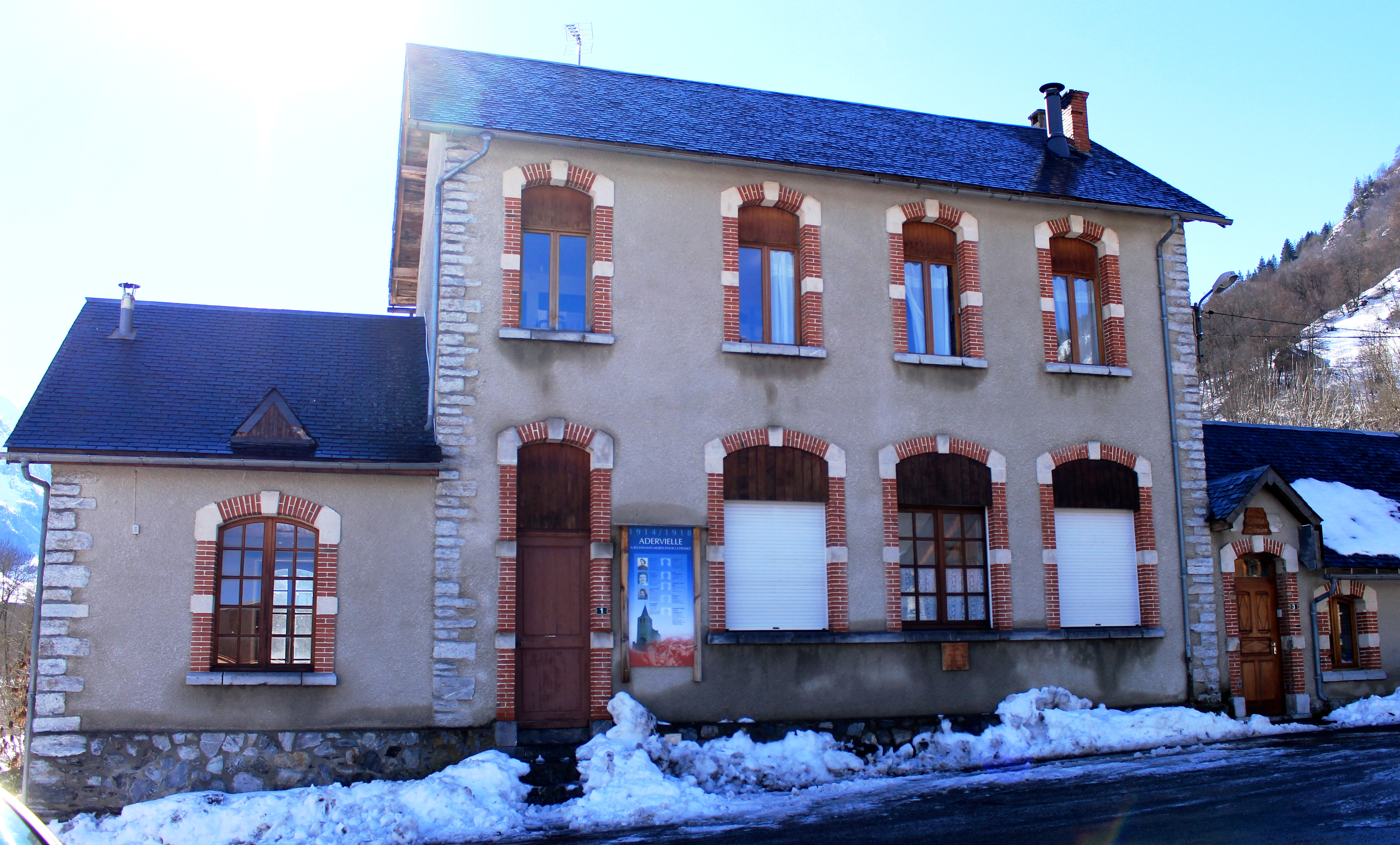
Schule
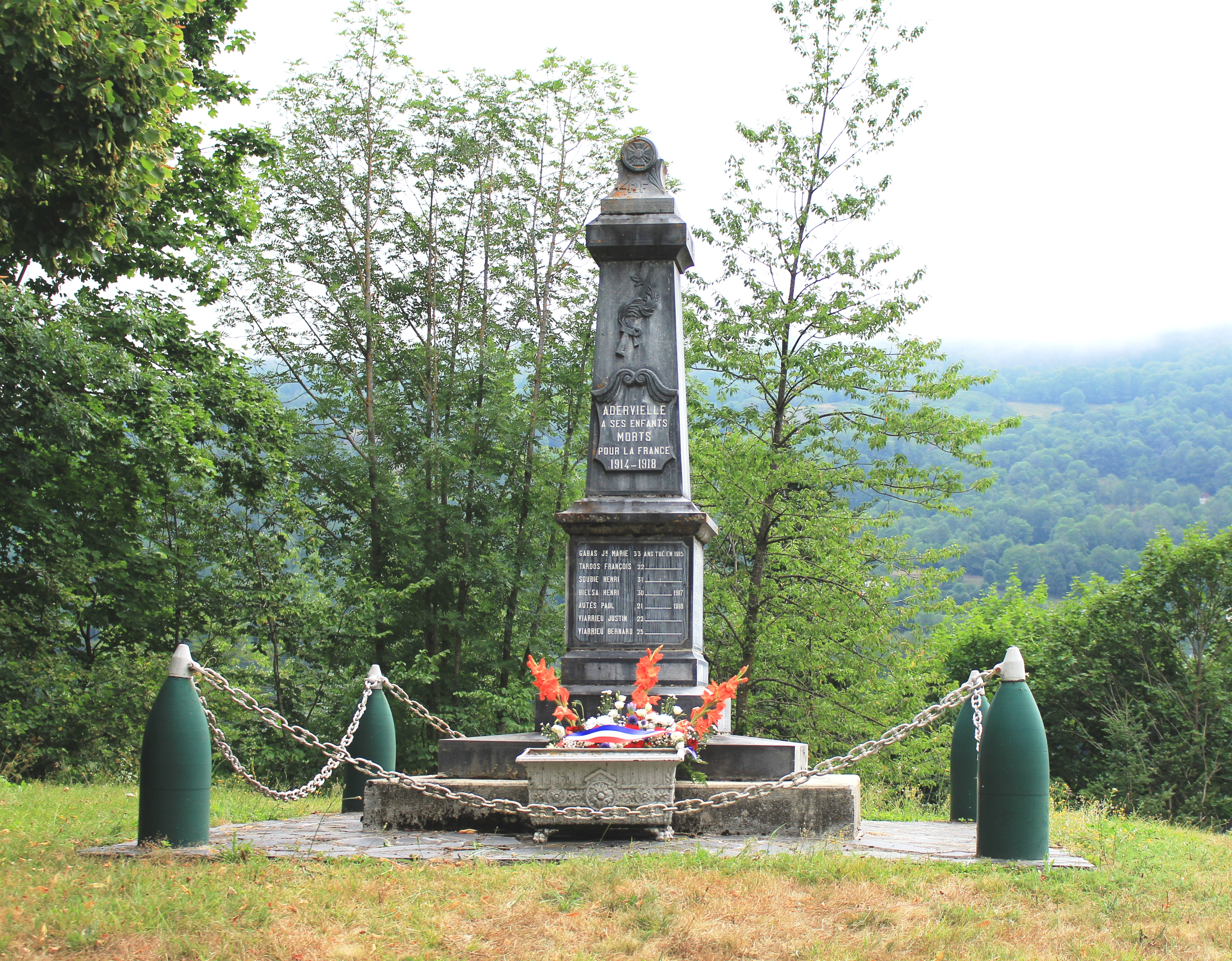
Gefallenendenkmal